# Dendrocoelopsis vaginata
Dendrocoelopsis vaginata är en plattmaskart som beskrevs av Libbie Henrietta Hyman 1935. Dendrocoelopsis vaginata ingår i släktet Dendrocoelopsis och familjen Dendrocoelidae. Inga underarter finns listade i Catalogue of Life.